# Jimmy Ruffin
Jimmy Ruffin, född 7 maj 1936 i Collinsville, Mississippi, död 17 november 2014 i Las Vegas, Nevada, var en amerikansk sångare. Han var bror till sångaren David Ruffin, medlem i The Temptations.
Jimmy Ruffin kom i kontakt med skivbolaget Motown 1961, men fick inget genombrott förrän 1966 då han spelade in soulballaden "What Becomes of the Brokenhearted". Låten blev en stor hitsingel både i USA och Storbritannien där den nådde topp 10-placering på försäljningslistorna. Även uppföljarsinglarna "I've Passed This Way Before" och "Gonna Give Her All the Love I've Got" blev relativt framgångsrika. 
I början av 1970-talet riktade han in sig på en karriär i Storbritannien och hade två stor hitsinglar där 1970 med "Farewell is a Lonely Sound" och "It's Wonderful". I mitten av decenniet lämnade han skivbolaget Motown. 1980 hade han en sista stor hit med "Hold on to My Love". Ruffin stannade kvar i Storbritannien och fortsatte uppträda in på 2000-talet.

## Diskografi (urval)
Album
- 1966: Sings Top Ten (Tamla Motown)
- 1969: Ruff’n Ready (Tamla Motown)
- 1970: The Groove Governor (Soul)
- 1970: Forever (Tamla Motown)
- 1973: Jimmy Ruffin (Polydor)
- 1975: Love Is All We Need (Polydor)
- 1980: Sunrise (RSO)